# Ocrepeira ituango
Ocrepeira ituango är en spindelart som beskrevs av Claude Lévi 1993. Ocrepeira ituango ingår i släktet Ocrepeira och familjen hjulspindlar.
Artens utbredningsområde är Colombia. Inga underarter finns listade i Catalogue of Life.